# Tomáš Vlček (fotbalista)
Tomáš Vlček (* 28. února 2001 Kladno) je český profesionální fotbalista, který hraje na pozici středního obránce za český klub SK Slavia Praha a za český národní tým do 21 let.

## Klubová kariéra
Slávistický odchovanec Tomáš Vlček hostoval v druholigovém Ústí nad Labem, následně si zahrál druhou ligu i v Jihlavě, od léta 2022 pak působil v Pardubicích. Tam měl hostovat dva roky, už po roce si ho však trenér Jindřich Trpišovský stáhl zpět do Slavie.
Pardubicím pomohl v sezóně 2022/23 udržet se ve Fortuna:lize, nastoupil do 34 utkání.
V létě 2023 pak zamířil se slávistickým týmem na herní kemp do Rakouska. Trenéry zaujal, na výbornou mu vyšla i ligová generálka s Drážďany. Coby střídající hráč v 89. minutě zapsal krásnou asistenci na vyrovnávací branku Ivana Schranze.
Svůj ligový debut v dresu Slavie si odbyl 22. července 2023, kdy odehrál celé utkání proti Hradci Králové.

## Reprezentační kariéra
Vlček si zahrál na Mistrovství Evropy ve fotbale hráčů do 21 let 2023, proti Izraeli odehrál 80 minut.. V seniorské reprezentaci debutoval 26. března 2024, když nastoupil do přípravného utkání proti výběru Arménie.